# Панье (гора)
Панье́ (фр. Mont Panié) — гора на территории коммуны Йенген Северной провинции острова Гранд-Тер архипелага Новая Каледония, особого административно-территориального образования Франции, расположенного в Тихом океане.
Панье является частью горной цепи Шэн-Сентраль, разделяющей остров пополам и тянущейся с северо-запада на юго-восток. Высота горы составляет 1628 метров (в некоторых источниках указывается высота 1629 метров), что делает Панье наивысшей точкой острова и архипелага, вторая по высоте — гора Гумбольдт, ниже Панье всего на 10 метров (высота — 1618 метров).